# Jin Kazama
Jin Kazama is een personage uit de computerspelserie Tekken.

## Achtergrond
Jin Kazama is de protagonist van de Tekkenreeks. Zijn eerste optreden was in Tekken 3, als een jongen die beweert de zoon te zijn van Kazuya Mishima, die gedood is door Heihachi. Volgens het officiële verhaal, tijdens de King of Iron Fist Tournament 2 (Tekken 2), hadden Jun Kazama en Kazuya Mishima een relatie. Jun werd zwanger en verdween naar een afgelegen berglocatie waar ze haar zoon Jin opvoedde en hem zelfverdediging leerde. Enige tijd na de 15e verjaardag van Jin verdween Jun na een aanval door het monster Ogre. Rouwend om het verlies van zijn moeder, zwoer Jin wraak. Hij werd opgevangen door zijn grootvader, Heihachi Mishima, die hem trainde in gevechtskarate in de Mishima-stijl.
Aan het einde van de King of Iron Fist Tournament 3 komt Jin tegenover Ogre te staan, de moordenaar van zijn moeder. Hij verslaat Ogre, maar Heihachi verraadt hem en schiet hem neer. Jin transformeert in Devil Jin, en slaat Heihachi en zijn mannen in elkaar.
Na Heihachi's verraad valt Jin ten prooi aan zelfhaat. Hij veracht alles wat met de Mishima's te maken heeft: zijn Mishima-vechtstijl, zijn vader Kazuya Mishima, en zijn grootvader Heihachi. Twee jaar brengt hij door in een afgelegen dojo in Brisbane, Australië, om zijn Mishima-vechtsijl af te leren. Hij leert de stijl van de traditionele karate, dankzij de hulp van de dojomeester. Geruchten over een King of Iron Fist Tournament 4 dringen door in de dojo en Jin zet zijn zinnen op dit nieuwe toernooi.
Voordat Jin de strijd aan kan gaan met Kazuya, die weer tot leven is gewekt door de G Corporation, wordt hij omringd door de Tekken Force en vastgeketend op een privégebouw van Heihachi in Hon-Maru. Later in de finale moeten Heihachi en Kazuya het opnieuw tegen elkaar opnemen. Na hun gevecht brengt Heihachi Kazuya naar Hon-Maru, en terwijl Jin is geketend, probeert Kazuya om de duivel in Jin op te roepen. Jin begint te transformeren, en valt zijn vader Kazuya aan. In een gevecht verslaat hij Kazuya. Vervolgens probeert Heihachi om Jin te vermoorden en zijn macht over te nemen voor zichzelf. Jin verslaat hem, maar laat hen leven nadat hij een visioen kreeg van zijn moeder
G Corporation (de rivaliserende onderneming van Heihachi Mishima's Zaibatsu) stuurt een leger van Jack-robots om Heihachi en Kazuya te doden. De twee werken kort samen, maar Kazuya verraadt Heihachi. De Jacks laten zichzelf ontploffen, en de explosie vernietigt de Hon-Maru. Blijkbaar is Heihachi dood. Echter, Hon-Maru was de locatie waar Heihachi zijn vader, Jinpachi Mishima, ongeveer drie decennia eerder had opgesloten. Jinpachi wordt bevrijd bij de vernietiging van Hon-Maru.
Aan het einde van de vijfde Iron Fist Tournament verslaat Jin zijn overgrootvader Jinpachi Mishima. Aan het eind van Tekken 5, wordt Jin tot winnaar uitgeroepen. Hij is nu de CEO van de Mishima Zaibatsu geworden. Echter, in plaats van een einde te maken aan de Zaibatsu, probeert Jin de wereldheerschappij te veroveren en verklaart hij de oorlog aan verschillende naties, tot de hele wereld in oorlog is. Intussen heeft Kazuya de macht over G Corporation verworven en is hij Mishima Zaibatsu's enige tegenstander. Hij heeft een premie gezet op het hoofd van Jin, dood of levend, omdat Jins optreden Kazuya's eigen plannen voor wereldheerschappij bemoeilijkt. Voor Jin komt dit niet onverwacht en in The King of Iron Fist Tournament 6 kondigt hij aan zich eens en voor altijd te zullen ontdoen van zijn vijanden en Kazuya. Later blijkt dat Jins doel was om, door een wereldwijde oorlog genoeg negatieve energie te creëren om het ultieme kwaad tot leven te wekken in de vorm van het beest Azazel. In een laatste gevecht met het beest schijnt Jin zich op te offeren om Azazel eens en voor altijd te overwinnen.

## Film
In de 2010 live-actionfilm Tekken wordt Jin gespeeld door acteur Jon Foo in diens eerste hoofdrol.